# Pseudoleptonema quinquefasciatum
Pseudoleptonema quinquefasciatum is een schietmot uit
de familie Hydropsychidae. De soort komt voor in het Oriëntaals gebied.